# Krabplevieren
Krabplevieren (Dromadidae) zijn een familie van vogels uit de orde steltloperachtigen. De familie telt één soort.

## Taxonomie
- Geslacht Dromas
  - Dromas ardeola - Krabplevier

Vechtkwartels · Jacana's · Goudsnippen · Krabplevieren · Scholeksters · Ibissnavels · Steltkluten en kluten · Grielen · Renvogels en vorkstaartplevieren · Kieviten en plevieren · Magelhaenplevieren · Strandlopers en snippen · Kwartelsnippen · Trapvechtkwartels · Goudsnippen · IJshoenders · Jagers ·Pluvianidae (krokodilwachter) · Meeuwen, schaarbekken en sterns · Alken